# Wilhelm Hutzier
Wilhelm Hutzier (* 17. Jahrhundert; † 29. August 1717 in Rüthen), in Kirchenbüchern und Archiven auch als Huitz, Hüitz, Hüttzier, Hüttzyr, Hützig angesprochen, war ein Maler bzw. Illuminator kirchlicher Innenausstattungen in Westfalen.

## Leben und Werk
Hutzier erwarb 1680 das Bürgerrecht im westfälischen Rüthen und war dort dreimal verheiratet, unter anderen mit Anna Margaretha Koppenradt, Witwe des Malers Peter Grüling, und später mit Magdalene Sprenger aus Anröchte. Er war Vater von sechs Kindern, von denen drei im Jahre 1726 an der Pest verstarben.
Hutzier wurde insbesondere als Illuminator kirchlicher Innenausstattungen engagiert, so zum Beispiel für die Ausmalung der Arbeiten Paul Gladbachs. Nachgewiesene Arbeiten Hutziers sind, neben der Kanzel Gladbachs in der St. Nikolaus-Kirche und einer St. Agatha-Statue in Rüthen, die Illumination des Hochaltars in der Altstädter Pfarrkirche in Warburg. Der Altar ist erhalten und steht heute in der Kirche zu Welda. Während seiner Arbeiten in Warburg besorgte Hutzier auch die Ausmalung des Hochaltars der Kirche zu Wormeln.